# 内藤清成
内藤 清成（ないとう きよなり）は、戦国時代から江戸時代初期にかけての武将、大名。後の高遠藩内藤家初代。内藤家は岡崎譜代の家であった。

## 生涯
弘治元年（1555年）、三河国岡崎にて竹田宗仲の子として生まれる。内藤忠政の養子となり、19歳で家督を継いだ。浜松にて徳川家康に召し出され、小姓を務めて信任を得る。天正8年（1580年）、徳川秀忠（当時2歳、清成は26歳）の傅役を任された。天正18年（1590年）正月には、秀忠の供をして上洛した。
同年、家康が豊臣秀吉の命で関東に移封された時、清成は鉄砲隊を率いて江戸入りの先陣を務め、国府路（甲州街道）と鎌倉街道の交差付近に陣を敷き、遠見櫓を築いたという。同年9月、家康より四谷から代々木村にかけて20万余坪もの広い屋敷地を賜る。この拝領地は後に新しい宿場（内藤新宿）開設のため相当分が返上されたが、明治維新まで内藤家の江戸藩邸として使用された（現在の新宿御苑周辺）。江戸入り後の清成は関東八州庶務奉行・関東総奉行・江戸町奉行、老中などを歴任、行政面にて大きな功績をあげ、秀忠の傅役時代からの同僚である青山忠成と共に、幕府初期の治世を支えた。また、慶長5年（1600年）の関ヶ原の戦いでは秀忠に従い上田合戦に従軍している（江戸で留守居を務めていたとする資料もある）。
所領・官位の面では、天正20年（1592年）に相模国東郡に5000石を与えられたのを始め、文禄4年（1595年）には従五位下修理亮に叙任し、豊臣姓を下賜された（村川浩平『日本近世武家政権論』、近代文芸社、2000年、40頁）。
慶長6年（1601年）、常陸国・上総国・下総国内で1万6000石を加増されて2万1000石となり、大名に列している。
慶長11年（1606年）1月、大御所家康の怒りを買い、秀忠によって青山忠成と共に関東総奉行の職を停止され籠居を命じられる。家康が江戸近郊の狩場へ鷹狩に出かけたところ、禁猟であるはずの狩場内に狩猟罠が仕掛けられており、これを許可したのが両名であったためとされる。本多正信らのとりなしにより切腹は免れ、11月には勘気が解かれたものの、以後は政治面から遠ざかることとなった。この事件は秀忠の征夷大将軍就任の翌年に起きたため、背景に家康と秀忠の実権争いがあるとする説や本多正信による陰謀とする説などが存在するが、真相は不明である。
慶長13年（1608年）江戸にて54歳で病没した。長男の清次が跡を継いだ。

## その他

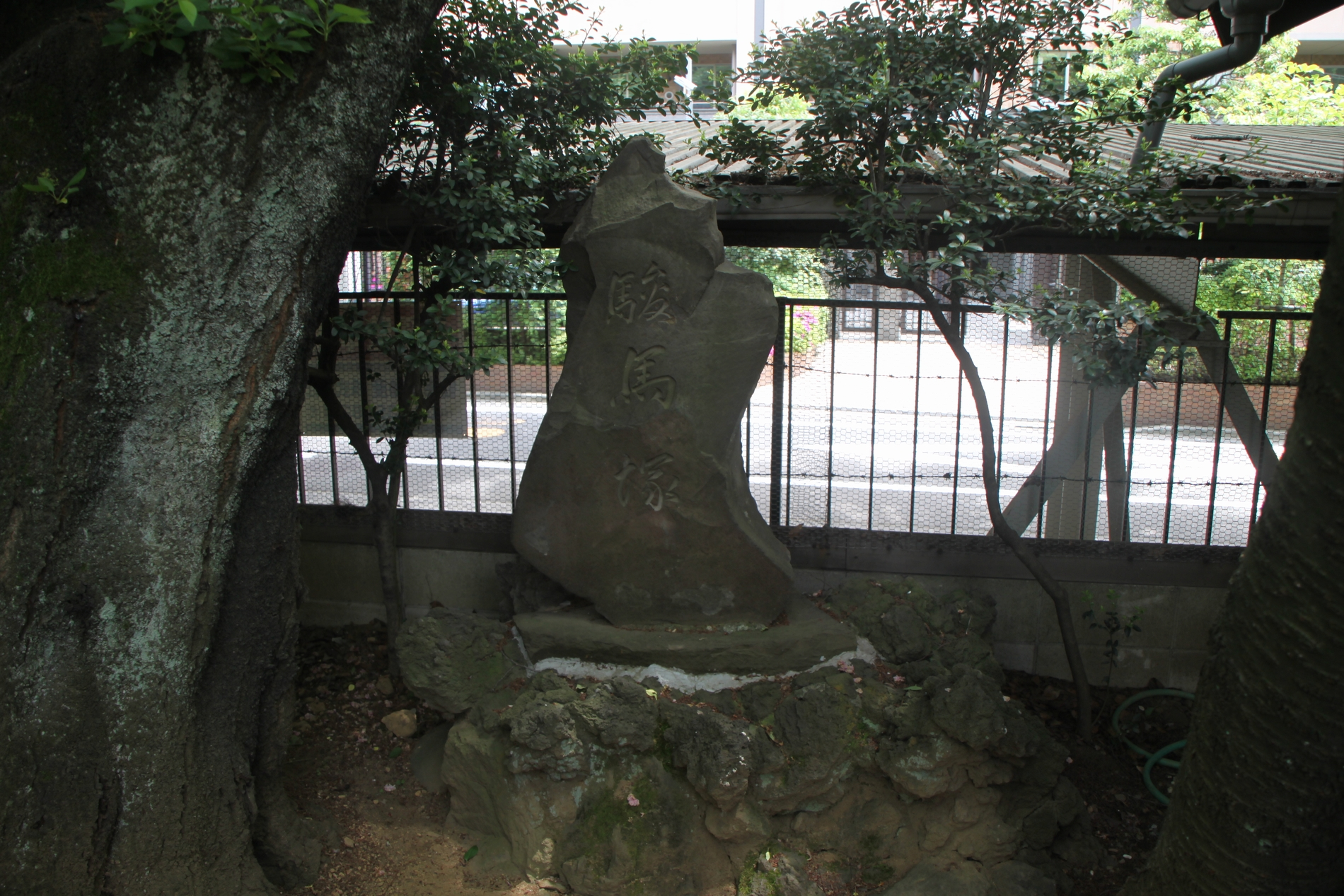
駿馬塚の碑

- 清成の拝領した広大な屋敷地については伝説がある。鷹狩の際に、家康から「馬で乗り回した土地を全て与える」と言われた清成は、白馬で一気に駆け巡り広大な土地を拝領した。白馬は家康の元へ駆け戻った直後に息絶えた、という駿馬伝説である。新宿区内藤町の多武峯内藤神社には、この伝説による「駿馬塚の碑」が残る。
- 『天正日記』は、天正18年（1590年）に家康の江戸入りに先立って江戸に派遣された清成が記した日記という形式の文書である。江戸城下の建設などが記されており、当時の江戸を知る貴重な資料とされてきたが、偽書説が有力である。『続々群書類従』に「天正日記」として収録されているほか、明治16年（1883年）に『校註天正日記』として刊行されている。
- 慶長8年（1603年）、清成は所領内の座間宿（神奈川県座間市）に宗仲寺を創建した。実父竹田宗仲の菩提寺であり、清成自身の墓もこの寺にある。なお、宗仲の出自や実績などは資料に残されていないため、ほぼ不明である。
- 明治維新まで続いた高遠藩内藤家の初代とされるが、清成の養父忠政を初代とし、清成を2代とする説もある。